# 汪棚镇
汪棚镇，是中华人民共和国河南省信阳市固始县下辖的一个乡镇级行政单位。

## 行政区划
汪棚镇下辖以下地区：
街道社区、新建村、大塘村、宋楼村、蔡寨村、邓庙村、大皮村、联山村、郭岗村、闫寨村、毛学村、新集村、三教村、侯岗村、罗塘村、肖岗村、宋集村、小胡集村、陈寨村、黄岗村、新吴村、常岗村、董楼村、曲河村、叶岗村和老胡集村。